# Eugenia malacantha
Eugenia malacantha är en myrtenväxtart som beskrevs av Carlos Maria Diego Enrique Legrand. Eugenia malacantha ingår i släktet Eugenia och familjen myrtenväxter. Inga underarter finns listade i Catalogue of Life.